# Дзэдзэ (княжество)

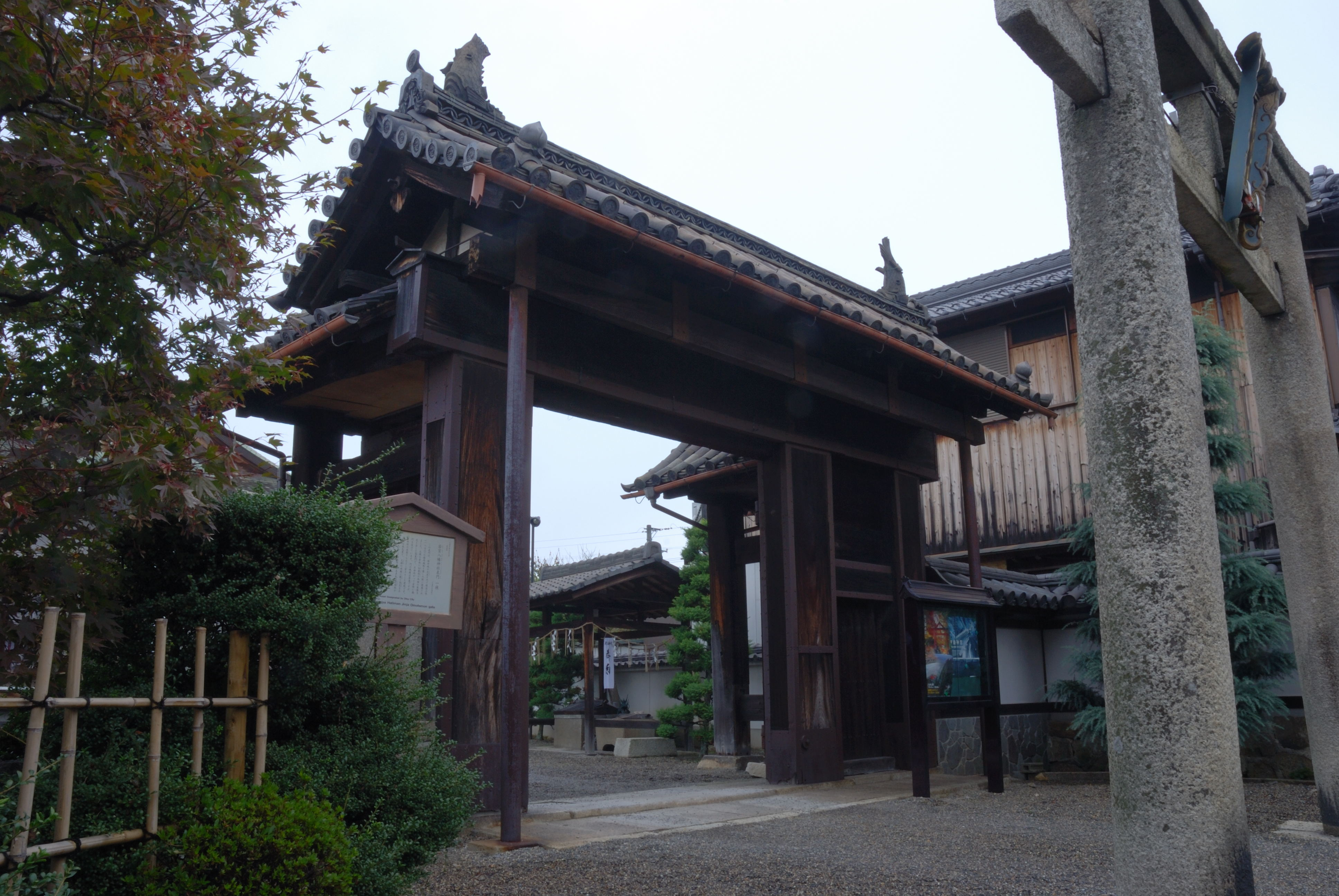
Ворота в замке Дзэдзэ

Княжество Дзэдзэ (яп. 膳所藩 Дзэдзэ-хан) — феодальное княжество (хан) в Японии периода Эдо (1601—1871). Дзэдзэ-хан располагался в провинции Оми (современная префектура Сига) на острове Хонсю.

## История
Административный центр княжества: замок Дзэдзэ (современный город Оцу, префектура Сига).
Доход хана:
- 1601—1621 годы — 30 000 коку риса
- 1621—1634 годы — 31 000 коку
- 1634—1651 годы — 70 000 коку риса
- 1651—1871 годы — от 70 до 60 000 коку

Первым правителем княжества Дзэдзэ в провинции Оми с доходом 30 000 коку стал Тода Кадзуаки (1542—1604), вассал сёгуна Токугава Иэясу. В 1604 году ему наследовал старший сын Тода Удзиканэ (1576—1655), который в 1617 году был переведен в Амагасаки-хан.
В 1616 году Дзэдзэ-хан был передан Хонда Ясутоси (1570—1622), который до этого правил в Нисио-хане (провинция Микава). В 1621 году новым правителем княжества стал его старший сын Хонда Тосицугу (1595—1668). В том же году его перевели в Нисио-хан (1621—1636). В 1651—1664 годах Хонда Тосицугу вторично управлял Дзэдзэ-ханом.
В 1621 году новым правителем хана стал Суганума Садаёси (1587—1643), переведенный туда из Нагасима-хана (провинция Исэ). В 1634 году он получил во владение Камеяма-хан (провинция Тамба).
В 1634 году Дзэдзэ-хан был передан во владение Исикава Тадафуса (1582—1651), ранее правивший в Хида-хане и Сиракава-хане. В 1650 году ему наследовал внук Исикава Нориюки (1634—1707), который в 1651 году был переведен в Исэ-Камеяма-хан.
В 1651—1871 годах княжество принадлежало роду Хонда. В 1884 году 13-й (последний) даймё Дзэдзэ Хонда Ясусигэ получил от императора титул виконта.
Дзэдзэ-хан был ликвидирован в 1871 году.

## Правители княжества
- Тода, 1601—1616 (фудай-даймё)

| № | Имя           | Имя       | Годы правления | Годы жизни  | Примечания                   |
| - | ------------- | --------- | -------------- | ----------- | ---------------------------- |
| 1 | Тода Кадзуаки | 戸田 一西 | 1601 — 1604    | 1542 — 1604 | Вассал Токугава Иэясу        |
| 2 | Тода Удзиканэ | 戸田 氏鉄 | 1604 — 1616    | 1576 — 1655 | Сын и преемник Тода Кадзуаки |

- Хонда, 1617—1621 (фудай-даймё)

| № | Имя            | Имя       | Годы правления | Годы жизни  | Примечания                                                    |
| - | -------------- | --------- | -------------- | ----------- | ------------------------------------------------------------- |
| 1 | Хонда Ясутоси  | 本多 康俊 | 1617 — 1621    | 1570 — 1622 | Сын Хонда Тадацугу, управляющего замка Ина в провинции Микава |
| 2 | Хонда Тосицугу | 本多俊次  | 1621           | 1595 — 1668 | Старший сын и преемник Хонда Ясутоси                          |

- Суганума, 1621—1634 (фудай-даймё)

| № | Имя              | Имя      | Годы правления | Годы жизни  | Примечания                                            |
| - | ---------------- | -------- | -------------- | ----------- | ----------------------------------------------------- |
| 1 | Суганума Тадаёси | 菅沼定芳 | 1621 — 1634    | 1587 — 1643 | Сын и преемник Суганума Садамицу, даймё Нагасима-хана |

- Исикава, 1634—1651 (фудай-даймё)

| № | Имя              | Имя      | Годы правления | Годы жизни  | Примечания                                                         |
| - | ---------------- | -------- | -------------- | ----------- | ------------------------------------------------------------------ |
| 1 | Исикава Тадафуса | 石川忠総 | 1634 — 1650    | 1582 — 1651 | Сын Окубо Тадатика, был усыновлён Исикава Иэнари, даймё Огаки-хана |
| 2 | Исикава Нориюки  | 石川憲之 | 1651           | 1634 — 1707 | Внук и преемник Исикава Тадафуса                                   |

- Хонда (1651—1871) (фудай-даймё)

| №  | Имя            | Имя      | Годы правления         | Годы жизни  | Примечания                                                                                    |
| -- | -------------- | -------- | ---------------------- | ----------- | --------------------------------------------------------------------------------------------- |
| 1  | Хонда Тосицугу | 本多俊次 | 1651 — 1664 (вторично) | 1595 — 1668 | Старший сын и преемник Хонда Ясутоси                                                          |
| 2  | Хонда Ясумаса  | 本多康将 | 1664 — 1679            | 1622 — 1691 | Второй сын и преемник Хонда Тосицугу                                                          |
| 3  | Хонда Ясуёси   | 本多康慶 | 1679 — 1714            | 1647 — 1718 | Сын Хонда Ясунага (1617—1658) и внук Хонда Тосицугу, усыновлён Хондой Ясумасой                |
| 4  | Хонда Ясунобу  | 本多康命 | 1714 — 1719            | 1672 — 1720 | Старший сын и преемник Хонды Ясуёси                                                           |
| 5  | Хонда Ясутоси  | 本多康敏 | 1719 — 1747            | 1693 — 1747 | Второй сын Хонды Ясуёси, был усыновлён своим братом Хондой Ясунобу                            |
| 6  | Хонда Ясутаки  | 本多康桓 | 1747 — 1765            | 1714 — 1769 | Приемный сын и наследник Хонда Ясутоси                                                        |
| 7  | Хонда Ясумаса  | 本多康政 | 1765                   | 1745 — 1765 | Младший брат и преемник Хонда Ясутаки                                                         |
| 8  | Хонда Ясутомо  | 本多康伴 | 1765 — 1771            | 1740 — 1771 | Приемный сын Хонда Ясумаса                                                                    |
| 9  | Хонда Ясумаса  | 本多康匡 | 1771 — 1781            | 1757 — 1782 | Сын и преемник Хонда Ясутомо                                                                  |
| 10 | Хонда Ясусада  | 本多康完 | 1782 — 1806            | 1769 — 1806 | Сын Хонда Тадасигэ и внук Хонда Ясумаса (7-го даймё), был усыновлён Хонда Ясумаса (9-м даймё) |
| 11 | Хонда Ясутада  | 本多康禎 | 1806 — 1847            | 1787 — 1848 | Внук 7-го даймё Хонда Ясумасы, был усыновлён 10-м даймё Хондой Ясусадой                       |
| 12 | Хонда Ясуаки   | 本多康融 | 1847 — 1856            | 1812 — 1858 | Старший сын и преемник Хонды Ясутада                                                          |
| 13 | Хонда Ясусигэ  | 本多康穣 | 1856 — 1871            | 1836 — 1912 | Сын 11-го даймё Хонды Ясутада, младший брат и преемник Хонды Ясуаки                           |